# Sankanje na Zimskih olimpijskih igrah 2010
Sankanje na Zimskih olimpijskih igrah 2010 je potekalo od 13. do 17. februarja 2010 v sankaškem centru Whistler Sliding Centre v Whistlerju, Britanska Kolumbija, Kanada.

## Dobitniki medalj

### Preglednica medalj
| Poz    | Država   | Zlato | Srebro | Bron | Skupaj |
| 1      | Nemčija  | 2     | 1      | 2    | 5      |
| 2      | Avstrija | 1     | 1      | 0    | 2      |
| 3      | Latvija  | 0     | 1      | 0    | 1      |
| 4      | Italija  | 0     | 0      | 1    | 1      |
| Skupaj | Skupaj   | 3     | 3      | 3    | 9      |

### Discipline
| Tekma                     | Zlato                                       | Srebro                             | Bron                                       |
| Moški enosed podrobnosti  | Felix Loch                                  | David Möller                       | Armin Zöggeler                             |
| Ženski enosed podrobnosti | Tatjana Hüfner                              | Nina Reithmayer                    | Natalie Geisenberger                       |
| Dvosed podrobnosti        | Avstrija · Andreas Linger · Wolfgang Linger | Latvija · Andris Sics · Juris Sics | Nemčija · Patric Leitner · Alexander Resch |

## Urnik tekmovanja
Vsi časi beležijo pacifiški standardni čas (UTC-8).
| Dan    | Datum                        | Pričetek | Zaključek | Disciplina    | Vožnja          |
| ------ | ---------------------------- | -------- | --------- | ------------- | --------------- |
| 2. dan | 13. februar 2010, sobota     | 17:00    | 20:35     | moški enosed  | 1. in 2. vožnja |
| 3. dan | 14. februar 2010, nedelja    | 13:00    | 16:50     | moški enosed  | 3. in 4. vožnja |
| 4. dan | 15. februar 2010, ponedeljek | 17:00    | 19:55     | ženski enosed | 1. in 2. vožnja |
| 5. dan | 16. februar 2010, torek      | 13:00    | 16:10     | ženski enosed | 3. in 4. vožnja |
| 6. dan | 17. februar 2010, sreda      | 17:00    | 19:15     | dvosed        | 1. in 2. vožnja |

## Kvalifikacije

### Skupne kvote
V skladu z Mednarodnim olimpijskim komitejem in Mednarodno sankaško zvezo (FIL) je imelo pravico nastopa 110 športnikov. V tej številki so zajeli 40 tekmovalcev v moškem enosedu, 30 športnic v ženskem enosedu in 20 dvojic v dvosedu (skupaj 40 tekmovalcev). Maksimalno kvoto 110 tekmovalcev so uporabili že za Zimske olimpijske igre 2002 v Salt Lake Cityju, Utah, ZDA, in za Zimske olimpijske igre 2006 v Torinu, Italija. Posamezni olimpijski komiteji so smeli za igre prijaviti največ 10 tekmovalcev (po 3 v moškem enosedu, 3 v ženskem enosedu in 2 v dvosedu).

### Sistem kvalifikacij
Tekmovalce so v boju za nastop na olimpijskih igrah razporedili po številu osvojenih točk v svetovnem pokalu v sezoni 2008/09 in prvi polovici sezone 2009/10 (do 31. decembra 2009). Za minimalno kvalifikacijsko normo so morali tekmovalci osvojiti točke na petih tekmovanjih Svetovnega pokala, Pokala narodov ali Mladinskega svetovnega pokala, ali so se morali uvrstiti med najboljših 30 tekmovalcev v moškem enosedu, 20 v ženskem enosedu ali 16 v dvosedu na kateri koli tekmi za Svetovni pokal, v času kvalifikacijskega obdobja. 40 na lestvici najbolje uvrščenih tekmovalcev v moškem enosedu, 30 v ženskem enosedu in 20 dvojic v dvosedu si je prislužilo pravico za nastop na olimpijskih igrah. Neizkoriščene kvalifikacijske norme (zaradi narodnega ključa - največ 10 tekmovalcev po posameznem olimpijskem komiteju) so prednostno pripadle nezastopanim narodom. Gostiteljica iger, Kanada, je imela že vnaprej zagotovljena mesta v vsaki disciplini (po enega v vsaki oziroma eno dvojico v dvosedu), če so njihovi kandidati le ustrezali merilom za podelitev minimalne kvalifikacijske norme.

### Preglednica tekmovalcev
| Država              | Moški | Ženske | Dvosed | Skupaj |
| ------------------- | ----- | ------ | ------ | ------ |
| Argentina           | 1     | 0      | 0      | 1      |
| Avstralija          | 0     | 1      | 0      | 1      |
| Avstrija            | 3     | 2      | 4      | 9      |
| Bolgarija           | 2     | 0      | 0      | 2      |
| Kanada              | 3     | 3      | 4      | 10     |
| Češka               | 2     | 0      | 2      | 4      |
| Francija            | 1     | 0      | 0      | 1      |
| Združeno kraljestvo | 1     | 0      | 0      | 1      |
| Gruzija             | 2 *   | 0      | 0      | 0      |
| Nemčija             | 3     | 3      | 4      | 10     |
| Indija              | 1     | 0      | 0      | 1      |
| Italija             | 3     | 1      | 4      | 8      |
| Japonska            | 1     | 2      | 0      | 3      |
| Južna Koreja        | 1     | 0      | 0      | 1      |
| Latvija             | 3     | 3      | 4      | 10     |
| Moldavija           | 1     | 0      | 0      | 1      |
| Poljska             | 1     | 1      | 0      | 2      |
| Romunija            | 1     | 2 **   | 4      | 7      |
| Rusija              | 3     | 3      | 4      | 10     |
| Slovenija           | 1     | 0      | 0      | 1      |
| Švica               | 1     | 1      | 0      | 2      |
| Slovaška            | 1     | 2      | 2      | 5      |
| Kitajski Tajpej     | 1     | 0      | 0      | 1      |
| Ukrajina            | 0     | 2      | 4      | 6      |
| ZDA                 | 3     | 3      | 4      | 10     |
| Skupaj: 25 držav    | 38    | 30     | 40     | 108    |

* Gruzinski tekmovalec Nodar Kumaritašvili se je na treningu smrto ponesrečil, njegov rojak Levan Gurešidze pa je v luči dogodkov svoj nastop odpovedal. 

** Romunska tekmovalka Violeta Strămăturaru je na treningu utrpela pretres možganov, zaradi katerega na tekmovanju ni nastopila. 

## Izbira žirije
15. junija 2009 je FIL oznanil člane žirije za Zimske olimpijske igre 2010. Žiriji je predsedoval Josef Benz (Švica, vodja Športne komisije pri FIL-u). Ostala člana sta bila še Zianbeth Shattuck-Owen (ZDA), odgovorni za sankanje za Zimske olimpijske igre 2002 , in Markus Schmidt (Avstrija), bronasti z Zimskih olimpijskih iger 1992. Skupščino tehničnih delegatov so sestavljali Björn Drydahl (Norveška), Marie-Luise Rainer (Italija) in Walter Corey (Kanada).

## Dopinška kontrola
21. julija 2009 je Mednarodna sankaška zveza oznanil, da bodo na Zimskih olimpijskih igrah 2010 prvič v zgodovini opravljali dopinške kontrole pri tekmovalcih. Predsednik FIL-a Josef Fendt je na 57. Sankaškem kongresu v Libercu, Češka, izjavil, da dotlej še nikogar niso ujeli pozitivnega na tekmovanjih za Svetovni pokal, Evropskem ali Svetovnem prvenstvu, čeprav je kontrole redno opravljala Svetovna protidopinška agencija. FIL se je tako za ta korak odločil v luči dogodkov, saj sta dva tekmovalca testirala pozitivno na kanabis. Oba tekmovalca sta tudi kaznovali njuni matični zvezi.

## Smrtna žrtev
Sankaški center v Whistlerju velja za najhitrejšo progo na svetu in ima tudi status najnevarnejše proge na planetu. Pred igrami je več reprezentanc izrazilo skrbi glede varnosti tekmovalcev. Govornik za FIL je tako 12. februarja zagotovil, da so dotlej vsi tekmovalci na progi opravili že več kot 2500 voženj in da je odstotek nesreč znašal manj kot 3%. Teden pred nesrečo so tekmovalci vseeno opozarjali na velikanske hitrosti in tehnično zahtevnost več kot 1400 m dolge proge. Med trening vožnjami pred igrami se je na stezi pripetilo nekaj manjših nesreč.
Med trening vožnjo 12. februarja 2010 se je gruzinski sankač Nodar Kumaritašvili smrtno ponesrečil. Kumaritašvili je pri hitrostih več kot 144,3 km/h izgubil nadzor nad sankami in zletel v stranski del 16. ovinka, od koder ga je katapultiralo v nezaščiten jekleni podporni steber. FIL je po nesreči nemudoma sklical posvetovalni sestanek in vse nadaljnje trening vožnje, predvidene za tisti dan, so odpovedali.
Še isti dan so odprli preiskavo o nesreči, v kateri so prišli do zaključka, da nesreče niso zakrivile napake v progi. Kot varnostni ukrep so ob koncu 16. ovinka vseeno dvignili zid (in s tem pokrili nezaščitene jeklene stebre) ter spremenili ledeni progil. Prav tako so javnosti FIL, Mednarodni olimpijski komite (MOK) in organizacijski komite iger Vancouver Organizing Committee (VANOC) izdali skupno izjavo. V primer so se kasneje spustili tudi v pisarni mrliškega oglednika Britanske Kolumbije. Tam so kot uradni vzrok nesreče izpostavili pozen sankačev izhod iz 15. ovinka, česar v 16. ovinku ni popravil.
Zaradi nesreče so organizatorji spremenili ledeni profil in skupno postavili 30 m dodatnega zidu ob izhodu iz 16. ovinka. Prav tako so start moškega enoseda prestavili na točko, ki je bila predvidena za start ženskega enoseda in moškega dvoseda. Kumaritašvili je postal prvi olimpijski tekmovalec, ki se je smrtno ponesrečil na Zimskih olimpijskih igrah po letu 1992. V zgodovino se je zapisal tudi kot prvi smrtno ponesrečeni sankač po britanskem tekmovalcu Kazimierzu Kay-Skrzypeskim, ki je umrl na treningu pred Zimskimi olimpijskimi igrami 1964 v avstrijskem Innsbrucku. Prav tako je postal prvi smrtno ponesrečeni sankač po 10. decembru 1975.
Organizatorji so se kasneje v luči dogodkov in pod pritiskom javnosti odločili prestaviti še start ženskega enoseda in moškega dvoseda. Le-ta so prestavili na startno hišico mladinskih tekmovanj, ki leži med 5. in 6. ovinkom. Ta poteza je razburila nekatere sankače. Nemka Natalie Geisenberger je dejala, da ne gre več za ženski start, temveč bolj za otroški start. Tudi njena rojakinja, ki je na progi dvakrat dosegla najvišjo hitrost 132,4 km/h, je delila podobno mnenje, da znižanje starta »... znižuje možnosti za dobre starterje, kot sem sama.«  Američanka Erin Hamlin je izjavila, da je proga kljub znižanju starta (in skrajšanju skupne dolžine proge s 1193 na 953 m) še zmeraj zahtevna in da so tekmovalke še vseeno dosegale najvišje hitrosti okoli 130 km/h. Mediji so po znižanju starta vseeno poročali, da je ta poteza organizatorjev privedla do manjšega števila nesreč pri tekmovalcih v moškem enosedu.
Generalni sekretar FIL-a Svein Romstad je 14. februarja 2010 v intervjuju priznal, da zaradi Kumaritašvilijeve smrti na zvezi razmišljajo o odpovedi nadaljnjih sankaških tekmovanj na igrah. Med drugim je izjavil, da je »... [Kumaritašvili] napravil napako,« a je obenem zatrdil, da je »... vsakršna smrtna žrtev nedopustna.«  Povedal je tudi, da so bolj kot zaradi funkcionalnosti startne točke znižali »... predvsem iz psiholoških razlogov.«  FIL se je zaradi Kumaritašvilijeve smrti tudi zavzel, da bo skupaj z organizatorji Zimskih olimpijskih iger 2014 v ruskem Sočiju poskušal tamkajšnjo progo napraviti počasnejšo.
Kljub vsem spremembam na progi in veselju zmagovalnih tekmovalcev je celotno sankaško tekmovanje zasenčila Kumaritašvilijeva smrt. Nekateri tekmovalci so dejali, da jih je med vožnjami strah, in so prikimavajoče sprejeli spremembe na progi. Drugi so spet kritizirali spremembe, ki naj bi dale prednost močnejšim starterjem, med katere sodijo nemški tekmovalci, v primerjavi s šibkejšimi starterji, ki bi imeli več od daljše proge.
Mnogi mediji so spremembe pozdravili predvsem po zaključku treninga moškega dvoseda. Avstrijca Tobiasa in Markusa Schiegla je namreč s sani vrglo ravno v 16. ovinku, ki se je izkazal za usodnega. Avstrijca se v nesreči nista poškodovala. Med desetimi pravimi tekmovalnimi vožnjami (štirimi v moškem enosedu, štirimi v ženskem enosedu in dveh v dvosedu) je sicer nesrečo doživela le romunska tekmovalka Mihaela Chiras, med drugo vožnjo ženskega enoseda.
18. februarja 2010 je predsednik Mednarodne sankaške zveze Josef Fendt objavil naslednjo izjavo:
»Ob zaključku sankaških tekmovanj na Zimskih olimpijskih igrah 2010 v Vancouvru so naše misli pri družini Nodarja Kumaritašvilija. Vnovič jim izrekamo naše sožalje, poleg družine še pokojnikovim prijateljem in celotni Gruzinski sankaški zvezi. Nodar Kumaritašvili bo za vselej ostal v srcih vseh članov Sankaške družine.
To so bili tudi težki časi za olimpijske tekmovalce, ki so na teh igrah nastopili. Njihova solidarnost in športni duh sta velik poklon izgubljenemu prijatelju. Na Mednarodni sankaški zvezi smo ganjeni nad sočutjem in simpatijo ljudi s celotnega sveta. Whistler bomo zapustili odločeni, da preprečimo vsakršno nadaljnjo ponovitev tega tragičnega dogodka.« 
FIL je svoje poročilo o Kumaritašvilijevi smrti objavila po sestanku športnih in tehničnih komisij v St. Leonhardu, Avstrija, ki je potekal med 9. in 11. aprilom 2010. Poročilo sta pripravila Romstad in Američanka Claire DelNegro, podpredsednica dela zveze, odgovornega za umetne proge.